# Comtat de Weimar
El comtat de Weimar va ser una jurisdicció feudal del Sacre Imperi que estava situada a l'àrea de l'actual estat de Turíngia.
Com a primer comte de Weimar s'esmenta a Guillem I vers l'any 949. Els orígens del comtat de Weimar són desconegudes, però se sospita d'una relació amb la casa de Babenberg. El segon comte fou el fill de Guillem, Guillem II el Gran (que va regnar vers 963-1003), que va portar als comtes de Weimar a ser una de les famílies nobles més poderosos de la regió de Turíngia. Guillem IV (va regnar de 1039 a 1062) va poder adquirir el comtat palatí de Saxònia i el marcgraviat de Meissen. Guillem IV va morir sense descendència i va ser succeït pel seu germà menor, Otó I (que va regnar de 1062 a 1067). Aquest havia adquirit, fins i tot abans que assumís el poder a Weimar, el comtat d'Orlamünde. Va unir els dos territoris desapareixent els comtats individuals de Weimar i Orlamünde existents, convertit en el comtat de Weimar-Orlamünde, que (almenys en la part de Weimar) va existir fins al 1365.

## Comtes de Weimar
- Guillem I, vers 949-963
- Guillem II el Gran, 963-1003
- Guillem III, 1003-1039
- Guillem IV, 1039-1062

Vegeu Comtat de Weimar-Orlamünde

## Weimar-Ístria-Carniola
Una branca dels comtes de Weimar fou també molt activa al sud-est de l'imperi: Des de Poppó I fins a l'extinció dels marcgravis de la casa de Weimar amb Ulric II el 1112, Weimar va governar el marcgraviat d'Ístria i el de Carniola. El comte Bertold III d'Andechs i Plassenburg va adquirir aquesta propietat, on havia arribat després del seu matrimoni amb l'hereva Sofia de Weimar-Orlamünde, marquesa titular d'Ístria i Carniola; el fill Bertold IV de Merània, va fundar el ric i políticament important ducat de Merània, del qual va ser investit.

## Genealogia
- Guillem III de Weimar († 1039), casat amb Oda, presumiblement filla del marcgravi Thietmar II de Lusàcia
  - Guillem IV de Weimar († 1062), promès amb Sofia d'Hongria, filla del rei Béla I d'Hongria
  - Otó I de Weimar († 1067)
    - Adelaida de Saxònia-Weimar-Orlamünde, hereva

  - Poppó I de Carniola i d'Ístria († 1044), titulat comte de Weimar, marcgravi d'Ístria i Carniola (1012-1044), casat amb Hadamut († després de 1040), filla i hereva del comte/marquès Werigant de Friül († 1051) i de Willibirga, filla del comte Ulric d'Ebersberg (de la casa dels Siegardhinger)
    - Ulric I (Istria-Krain) († 1070), marcgravi de Carniola (1058-1070), marcgravi d'Ístria (1060-1070), casat després de 1062 amb Sofia d'Hongria († 1095)
      - Ulric II († 1112 amb el que es va produir l'extinció de la línia major de Weimar per línia paterna), titulat comte de Weimar, casat abans de 1102 amb Adelaida de Turíngia († 1146), filla del landgravi Lluís I de Turíngia el Cavaller
      - Poppó II († 1098/1101/1103), marcgravi d'Ístria i Carniola, casat amb Ricardis († 1130), filla d'Engelbert I de Sponheim († 1096)
        - Sofia d'Ístria († 1132) casada amb Bertold II d'Andechs († 1151)
          - Poppó († 1148)
          - Bertold III († 1188), 1173 marcgravi d'Istria i Carniola
          - Otó († 1196), bisbe de Brixen, bisbe de Bamberg

        - Hedwiga († 1162) "Windberg" casada amb el comte Albert II de Bogen († 1146)
        - Poppó III († 1141, sense fills), sense suport

      - Ricardis, casada amb el comte Otó II de Scheyern († 1110)
        - Otó de Wittelsbach, comte palatí de Baviera o de Wittelsbach

      - Adelaida, casada amb Frederic de Ratisbona vogt de Ratisbona, i en segones noces amb el comte Udalschalk del Lurngau († 1115) de la casa de Grögling ad-Hirschberg
      - Walburga

  - Aribó, diaca, mort 1070